# Обрад Јовановић
Обрад Јовановић (Мионица, 5. октобар 1949. — Ужице, 26. фебруар 2019.) био је српски академски сликар и ликовни педагог.

## Биографија
Обрад Јовановић је основну школу завршио у Ражани. Учитељску школу завршио је 1971. у Ужицу, а Вишу педагошку школу на одсеку за ликовно васпитање завршио је у Приштини. Студије сликарства наставио је на Академији ликовних уметности у Приштини, где је дипломирао 1977. Магистрирао је сликарство на Факултету ликовних уметности у Београду 1992. у класи професора Момчила Антоновића.
Методику ликовног васпитања Јовановић је почео да предаје на Педагошкој академији 1980. У пензију је отишао као редован професор Учитељског факултета у Ужицу, у чијем оснивању је и учествовао. Био је продекан за науку на Учитељском факултету у Ужицу, члан стручног већа Универзитета у Крагујевцу, члан Управног одбора Градске галерије и један од иницијатора оснивања Уметничке школе у Ужицу и њен први директор. Објавио је три монографије и више десетина научних и стручних радова, и излагао на више од сто изложби у земљи и иностранству. Учествовао је на преко 120 ликовних колонија и учестовао у хуманитарним акцијама. Био је члан УЛУС-а од 1979.

## Награде
- Награда Министарства просвете, науке и технолошког развоја (2014)
- Награда УЛУС-а за изузетне резултате у остваривању и  унапређивању ликовно-педагошке теорије и праксе у Србији.